# Ange gardien
Pour les articles homonymes, voir Les Anges gardiens.

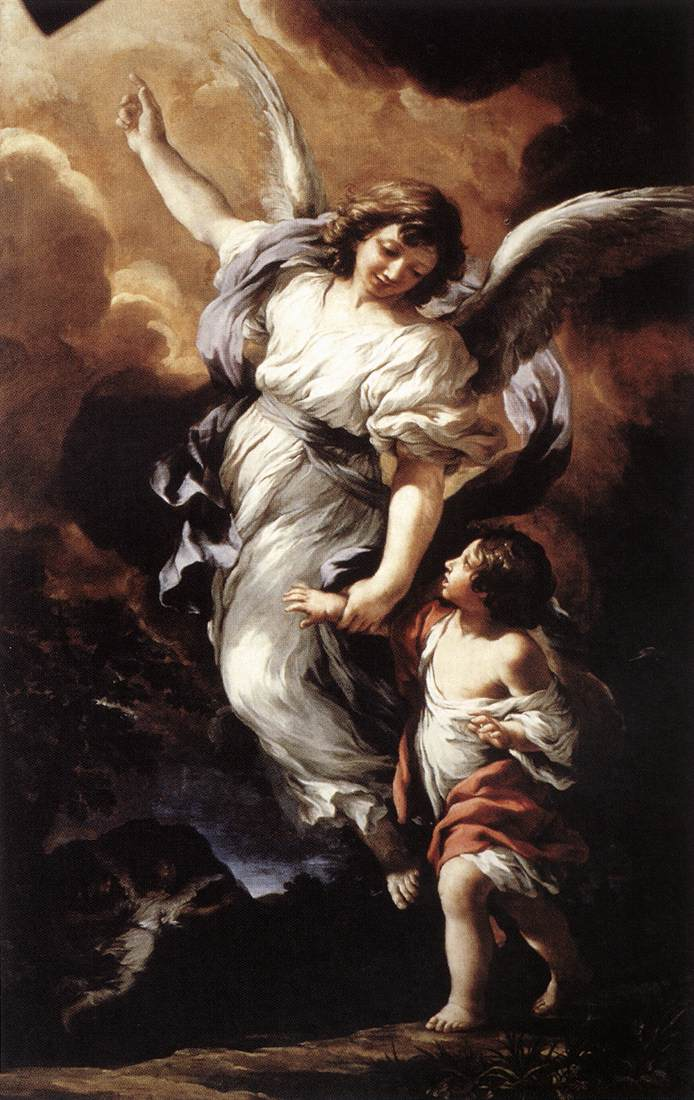
Ange gardien, par Pietro da Cortona (1656).

Un ange gardien est un ange qui a des fonctions de protection des personnes humaines, dans les religions bibliques,,.
Il s'agit d'un ange assigné à la protection du salut d'un ou plusieurs individus.

## Judaïsme
Dans le judaïsme, chaque croyant aurait un ange gardien.
Il est rare de parler précisément d’anges gardiens dans le Judaisme, mais il existe des références a des anges avec des fonctions protectrices. Par exemple, dans la tradition ashkénaze d’Alsace, d'Allemagne du Sud et de Suisse, on utilisait des amulettes portant les noms de trois anges, Senoi, Sansenoi et Semangelo. Ces anges étaient censés protéger les femmes enceintes et les enfants qui venaient de naître contre le démon Lilith. Cela peut être attribué à l'histoire de Lilith, dans laquelle Dieu envoie trois anges pour ramener Lilith à Adam. Ils échouent dans cette tâche, mais Lilith admet avoir été créée pour faire du mal aux enfants. Ce faisant, elle promet de laisser en paix les enfants qui portent sur eux le nom ou le visage de ces trois anges.  

## Christianisme
Le concept d’ange gardien est explicitement indiqué dans la Bible, il est associé aux anges protecteurs, mentionnés dans divers passages. Principalement dans le Nouveau Testament, Jésus dit à ses disciples : « Gardez-vous de mépriser un seul de ces petits, car, je vous le dis, leurs anges dans les cieux voient sans cesse la face de mon Père qui est aux cieux. » (Mt 18,10).
Les Pères de l’Église ont développé cette croyance principalement à partir du Ve siècle. Le développement de la dévotion à l'humanité du Christ et l'effondrement du sens théophanique de l'ange conduisent à l’affaiblissement de la figure angélique dans sa fonction de médiateur et de messager au profit de celle de protecteur, individuel ou collectif, et d'escorte lumineuse de Dieu.
Ce concept, dont les origines remontent à l'Antiquité, a été développé au sein de la théologie chrétienne principalement à partir de son étude au XIIe siècle par Honoré d'Autun notamment à partir du passage des Évangiles « Gardez-vous de mépriser un seul de ces petits, car je vous le dis, leurs anges dans les cieux voient continuellement la face de mon Père qui est dans les cieux. » (Mt 18, 10).

### Catholicisme
Le culte des anges gardiens collectifs (patrons de villes, de corps de métiers et de corporations) se développe dans la Couronne d'Aragon à la fin du XIVe siècle, en partie sous l'influence du franciscain Francesc Eiximenis et du dominicain Vincent Ferrier, tandis que le pape Paul V institue la fête des anges gardiens personnels en 1608.

#### Célébration
La fête des saints anges gardiens est célébrée localement depuis le XVe siècle, notamment à Tolède et à Rodez. Sous l'impulsion de l'évêque François d'Estaing, Paul V la fait devenir universelle en 1608, la rendant obligatoire dans le Saint-Empire romain germanique et facultative ailleurs. Clément IX la transfère du 2 octobre au premier dimanche de septembre, mais Clément X la remet au 2 octobre et la rend obligatoire universellement. C'est ainsi une doctrine officielle de l'Église catholique,,, qui a institué une « fête des saints anges gardiens » le 2 octobre en plus de la « fête des saints archanges », le 29 septembre.

#### Interaction avec des anges gardiens

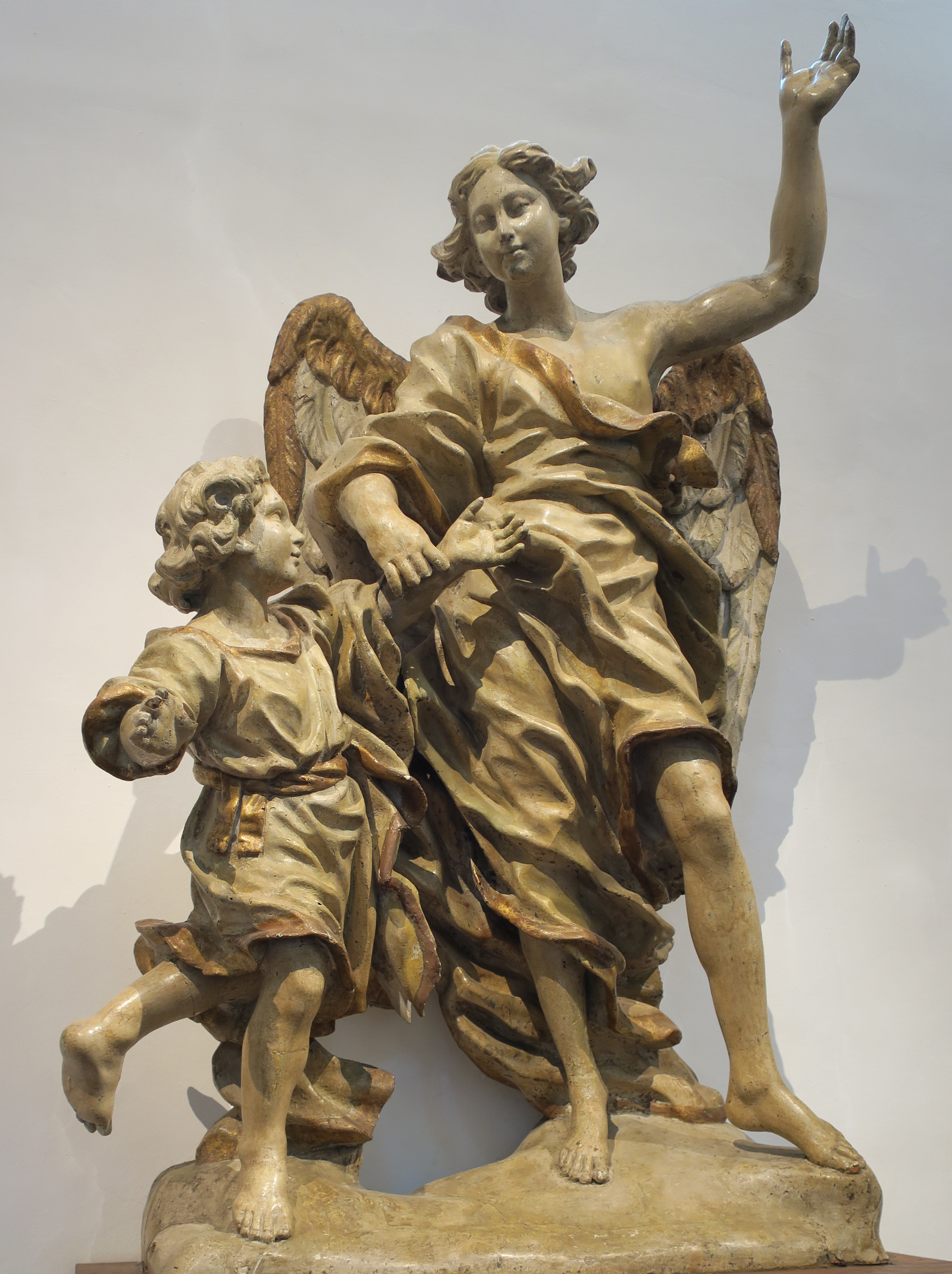
Statue d'ange gardien, Jean Del Cour (1696), église Saint-Sébastien, Stavelot, Belgique.

Les mystiques chrétiens ont rapporté des interactions et conversations avec leurs anges gardiens, durant de nombreuses années. La sainte Gemma Galgani en est un exemple, puisqu'elle aurait eu des visions de Jésus et qu'elle explique avoir eu une conversation avec son ange gardien. Elle explique que ce dernier lui sert de guide.
Edouard Lasfargues, prêtre de Saint Vincent, explique le rôle des anges gardiens dans le Catéchisme de 1924 des provinces ecclésiastiques de Québec, Montréal et Ottawa (d'avant le concile Vatican II) dans les Questions suivantes :
- Q.35 : Il demande si les anges se préoccupent de nous, et il explique que les anges nous ont souvent été envoyés comme messagers, et qu'ils nous sont aussi donnés comme gardiens et protecteurs.
- Q.36 : Il demande si Dieu a donné à chacun un ange gardien. Il affirme que Dieu en donne un à chacun de nous et que c'est pour aider à nous préserver du mal et à être bons chrétiens. Et il précise que nous préserver du mal consiste principalement à nous préserver du péché, le plus grand de tous les maux, ajoute-t-il, mais aussi des maladies et des accidents[20].

Le pape François a expliqué que « nous avons tous, selon la tradition de l’Église, un ange qui nous protège et nous fait sentir les choses ». L'ange gardien « n'est pas une doctrine un peu fantaisiste, c'est une réalité », chacun a « à ses côtés » un ange « qui le conduit », tel un « compagnon de voyage ». Le pape a encouragé à « l'écouter et suivre ses conseils » car l'ange gardien « conduit l'homme jusqu'à la fin de sa vie ». « Moi, aujourd’hui, je me poserais cette question : quel rapport j’entretiens avec mon ange gardien ? Est-ce que je l’écoute ? Est-ce que je lui dis bonjour le matin ? Est-ce que je lui dis : “Protège-moi pendant mon sommeil ?” Est-ce que je parle avec lui ? Je lui demande des conseils ? Il est à mes côtés. Cette question, chacun de nous peut y répondre aujourd’hui : “Comment est ma relation avec cet ange que le Seigneur a envoyé pour me garder et m’accompagner en chemin, et qui voit toujours le visage du Père qui est aux cieux” ».

#### Interdiction dans le culte catholique de nommer les anges gardiens
Dans l’épître aux Colossiens, Saint Paul met en garde contre le culte des anges qui ne serait pas en union avec le Christ qui domine toute chose.

« La réalité, c'est le Christ. Ne vous laissez pas frustrer de votre récompense par quelqu'un qui veut vous humilier dans un culte des anges, qui s'évade dans des visions, qui se gonfle d'orgueil pour rien dans sa mentalité purement humaine. Un tel homme n'est pas en union avec la tête, par laquelle tout le corps, de par Dieu, poursuit sa croissance grâce aux connexions internes et aux articulations qui maintiennent sa cohésion. »

— Col 2, 17-19
Le nom des anges se réfère à leur mission et les nommer dans un culte des anges conduirait plutôt à invoquer des esprits mauvais.
L’Église catholique ne spécifie que les noms propres des archanges inscrits explicitement dans la Bible :

« Dans sa liturgie, l’Église se joint aux anges pour adorer le Dieu trois fois saint ; elle invoque leur assistance (ainsi dans In Paradisum deducant te angeli… de la Liturgie des défunts, ou encore dans l’« Hymne chérubinique » de la Liturgie byzantine (Liturgie de S. Jean Chrysostome), elle fête plus particulièrement la mémoire de certains anges (S. Michel, S. Gabriel, S. Raphaël, les anges gardiens). »

— CEC §335
Le concile de Laodicée, en 364, rappela que les anges ne se nomment pas et demeurent dans l’anonymat afin de ne pas nous tenter à tomber dans un culte idolâtre. Elle condamna cette attitude dans son canon 35. Cette condamnation fut réitérée au 16e chapitre d’un concile en 789, sous le pontificat d’Adrien Ier (772-795), à Aix-la-Chapelle, capitale de l’empire carolingien, interdisant d’utiliser d’autres noms d’anges que ceux des trois archanges cités dans les Saintes Écritures. En 2001, L’Église réitère cette interdiction :

« Il faut aussi réprouver l’usage de donner aux Anges des noms particuliers, que la Sainte Écriture ignore, hormis ceux de Michel, Gabriel et Raphaël. »

— Directoire sur la piété populaire et la liturgie. Principes et orientations, op. cit., chap. 6, §217, p. 180.

#### Prières chrétiennes

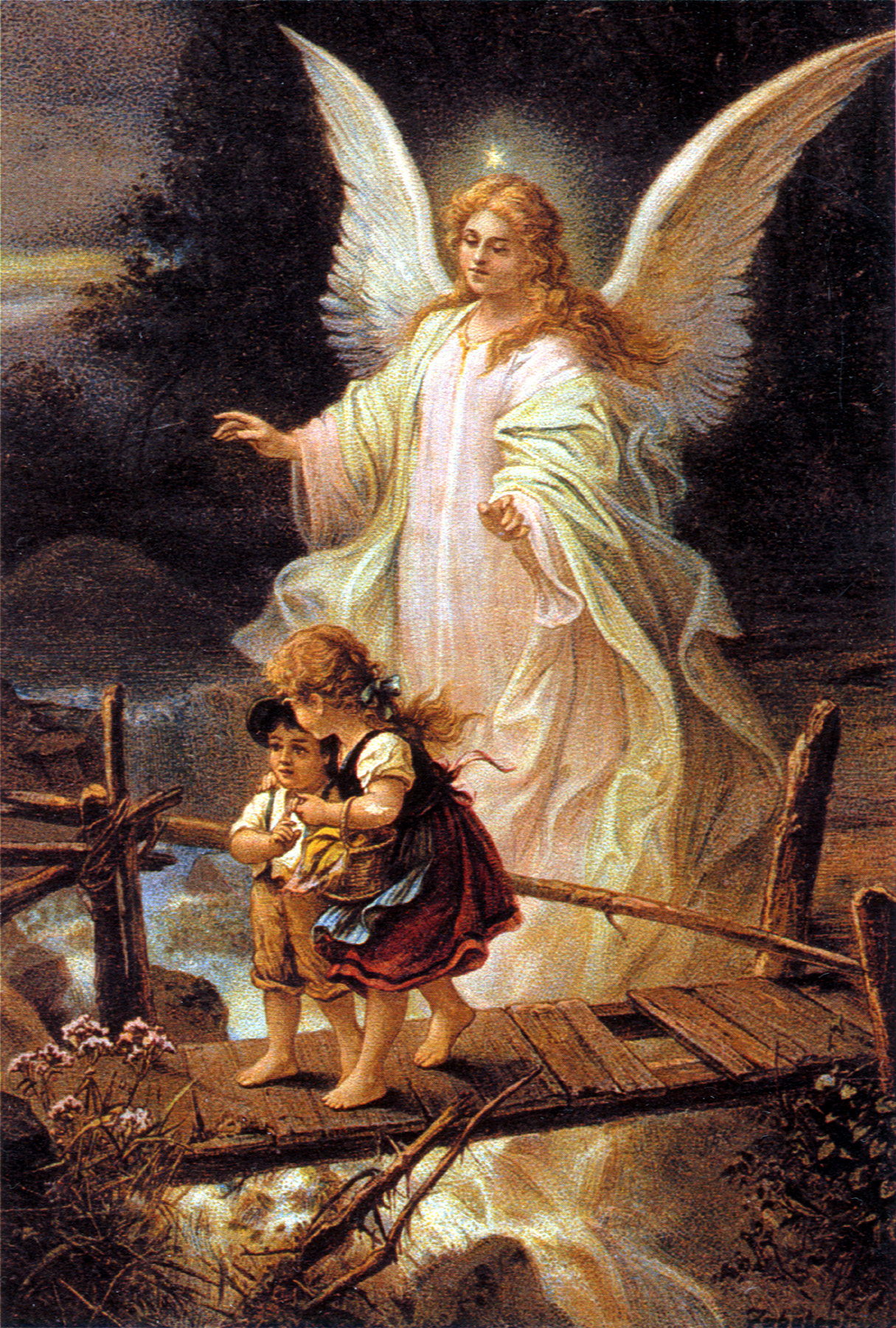
Ange gardien sur une carte postale allemande de 1900.

Il existe une prière catholique traditionnelle adressée aux anges gardiens, Angele Dei.
Ange de Dieu,
qui es mon gardien,
et à qui j’ai été confié par la Bonté divine,
éclaire-moi, défends-moi,
conduis-moi et dirige-moi.
Amen.
Il existe également une version propre à l'église orthodoxe.

#### Saint patron
L'ange gardien est patron de Fondachelli-Fantina en Sicile, où il est fêté le 2 octobre ainsi que le deuxième dimanche de juillet, par des processions dans les rues du village.

### Protestantisme
Dans les églises réformées, les anges gardiens sont une croyance partagée par quelques théologiens.

## Islam
Dans l’islam, Mu'aqqibat (en) fait référence aux deux anges gardiens de chaque croyant.

## Nouvel Âge
Dans le Nouvel Âge, les anges gardiens seraient en contact permanent avec certains humains pour offrir leur aide.

## Pour approfondir